# Gewog di Tang
Il gewog di Tang è uno dei quattro raggruppamenti di villaggi del distretto di Bumthang, nella regione Meridionale, in Bhutan.